# Jugoslovanska hokejska liga 1974/75
Sezona 1974/75 jugoslovanske hokejske lige je bila dvaintrideseta sezona jugoslovanskega prvenstva v hokeju na ledu. Naslov jugoslovanskega prvaka so sedmič osvojili hokejisti slovenskega kluba HK Olimpija Ljubljana. 

## Končni vrstni red
1. HK Olimpija Ljubljana
2. HK Jesenice
3. KHL Medveščak
4. HK Slavija Vevče
5. HK Partizan Beograd
6. HK Kranjska Gora
7. HK Crvena Zvezda
8. HK Triglav Kranj
9. HK Tivoli
10. HK Spartak Subotica
11. HK Vardar Skopje
12. KHL Mladost Zagreb
13. HK Ina Sisak
14. HK Vojvodina Novi Sad